# Thủy điện Sông Bung 4A
Thủy điện Sông Bung 4A là công trình thủy điện trên sông Bung ở vùng đất thôn Pà Dấu 2, thị trấn Thạnh Mỹ, huyện Nam Giang tỉnh Quảng Nam, Việt Nam.
Thủy điện Sông Bung 4A có công suất 45 MW với 2 tổ máy, sản lượng điện hàng năm 200 triệu KWh, khởi công tháng 08/2009, hoàn thành tháng ? .

## Đặc điểm
Đây là công trình thủy điện loại sau đập, nằm cách đập Sông Bung 4 cỡ 11 km theo dòng sông, và cách nhà máy của thủy điện A Vương cỡ 1 km phía thượng lưu .
Công trình có lưu vực hiệu dụng 2.276 km² với điều tiết của Sông Bung 4. Hồ chứa có mực nước dâng bình thường(MNDBT) 97 m, diện tích mặt hồ ứng với MNDBT 0,662 km², dung tích 8,71 triệu m³ .

## Sông Bung
Sông Bung là phụ lưu cấp 1 của sông Vu Gia.